# كليب الأصغر
باوي بن النظام بن الشوك بن مالك بن ربيعة التغلبي هو ملك العرب ووالد الملك عذار. ورث الملك عن جده الأكبر كليب بن ربيعة أحد قادة العرب في منطقة شبه الجزيرة العربية في الجاهلية. [بحاجة لمصدر]

## نسبه
هو: كليب الأصغر (باوي) أو حرب بن النظام بن الشوك بن مالك بن ربيعة بن الأوس بن تغلب بن مالك بن الجرو (الهجرس) بن كليب بن ربيعة بن الحارث بن زهير بن جشم بن بكر بن حبيب بن عمرو بن غنم بن تغلب بن وائل بن قاسط بن هنب بن أفصي بن دعمي بن جديلة بن أسد بن ربيعة بن نزار بن معد بن عدنان.

## حياته
قليلة هي أخبار الرواة عن كليب الأصغر في صدر الإسلام. بعض الاخبار تذكر أن كليبا الاصغر ابن الشواك في أيام صباه كان يكنى أبا عذار قبل أن يولد له ولد، لأنه كانت فيه خصلة كثرة الشعر الذي يسبل من طرفي أذنيه على وجهه ويلتصق بلحيته، وهذا ما تسميه العرب بعذار. وبعد أن بلغ وتزوج أنجب ولدا أكبر أسماه عذار تيمنا بتلك الخصلة التي أطلقها عليه العرب، وبهذا جمع الوليد الاسم مع الخصلة، لان عذارا تربى في حضن والده كليب الأصغر وهو منذ نعومة أظفاره كان يجيد نظم الشعر الخالي من الفاحشة، لى سيرة ربيعة التي أنجبت في العصر الجاهلي شعراء وملوكا وفرسانا منهم الزير سالم (المهلهل بن ربيعة)، وكان هؤلاء يجيدون الشعر الحسي أو الصريح الذي يصف محاسن المحبوبة، وغير ذلك. والشعر العذري هو الشعر الذي ينسب الى الملك عذار بن باوي. [بحاجة لمصدر]

## سبب تسميته باوي
باوي المسمى عند الاسلام حرب البَأْوُ: ومعناه الكِبْرُ والفخر.
يقال: بَأَوْتُ على القوم أَبْأَى بَأْواً. قال حاتم: